# الکساندر روسی
الکساندر مایکل روسی (به انگلیسی: Alexander Michael Rossi) (زادهٔ ۲۵ سپتامبر ۱۹۹۱ در نوادا سیتی، کالیفرنیا) رانندهٔ حرفه‌ای مسابقات اتومبیل‌رانی اهل ایالات متحده آمریکا است.